# Медељин
Медељин (шп. Medellín) град је у Колумбији, главни град Департмана Антиокија на северозападу земље. Град лежи у долини Абура на обалама реке Медељин, у централном региону Анда у Јужној Америци. Према проценама из 2017. године, Медељин има више од 2,5 милиона становника, и по томе је други највећи град земље после Боготе. Са својим околним подручјем које укључује девет других градова, градско подручје Медељина је друга по величини урбана агломерација у Колумбији по броју становника и по економском значају, са више од 3,7 милиона људи.
Град је основан 2. марта 1616, под именом Сан Лоренцо де Абура (шп. San Lorenzo de Aburra), а основао га је Шпанац Франциско Херера Кампусано који је у то време подигао једно мало село (шп. poblado), смештено у данашњој комуни Ел Побладо. Краљица Марија Аустријска је 2. новембра 1675. године у регији Ана основала Град наше Госпе Канделаријске од Медељина (шп. Villa de Nuestra Señora de la Candelaria de Medellín), који данас одговара центру града (централноисточној зони) и прва описује регион као „Медељин”. Национални конгрес новонастале Велике Колумбије (која се састојала од данашње Колумбије, Венецуеле, Еквадора и Панаме) 1826. године је град прогласио престоницом департмана Антиокија. Након што је Колумбија стекла своју независност од Шпаније, Медељин је постао престоница федералне државе Антиокије све до 1888. године, проглашењем Колумбијског устава 1886. године. Током 19. века, Медељин је био динамичан трговачки центар, први извозник злата, а такође и познат по производњи и извозу кафе.
Почетком 21. века, град је повратио индустријску динамичност изградњом метроа, либерализованом политиком развоја, побољшаном безбедношћу и побољшаним образовањем. Истраживачи Института за прекоморски развој похвалили су град као пионира у примени модела економског развоја проистеклих из Вашингтонског консензуса. Град је међународно промовисан као туристичка дестинација и сматра се глобалним градом типом Гама.
Градско подручје Медељина производи 67% укупног БДП-а Антиокије и 11% целокупне економије Колумбије. Медељин је такође важан регион због својих универзитета, академија, трговине, индустрије, науке, здравствених услуга, узгајања цвећа и фестивала.

## Географија
Медељин има 16 комуна (округа), 5 општина (шп. corregimientos) и 271 комшилук (шп. barrios). Градско подручје Медељина налази се у долини Абура на надморској висини од 1.500 метара и кроз град протиче река Медељин, која тече ка северу. Северно од долине налазе се градови Бељо, Копакабана, Хирардота и Барбоса, док су јужно од долине смештени градови Итагуи, Енвигадо, Сабанета, Ла Естреља и Калдас.

### Клима
Време у Медељину је топло током целе године са неколико температурних екстрема. Као општина, Медељин захвата површину од 382 квадратна километра и његова клима показује одлике климе тропских кишних шума, иако су приметни хладнији утицаји који климу града готово претварају у суптропску планинску климу, а такође су осетни и утицаји тропске монсунске климе. Пошто се Медељин налази на 1.500 метара надморске висине, његова клима није толико топла колико клима других градова који се налазе на истој географској ширини, близу екватора. Управо због те надморске висине, као и због своје локације близу Анда, клима Медељина се пре може описати као влажна суптропска клима него као тропска клима. Просечна годишња температура износи 22 °C, а због близине екватора, температура је готово константна током целе године, са минималним температурним варијацијама — температура варира од 15 до 30 °C. Због пријатне пролећне климе током целе године, Медељин је познат као La Ciudad de la Eterna Primavera, односно као Град вечног пролећа. Ипак, како се град налази у долини, а многи његови окрузи на падинама, температуре могу бити незнатно хладније у деловима града који су смештени на падинама планина које окружују долину.
| Клима Медељин (Olaya Herrera Airport) 1981—2010.                   | Клима Медељин (Olaya Herrera Airport) 1981—2010. | Клима Медељин (Olaya Herrera Airport) 1981—2010. | Клима Медељин (Olaya Herrera Airport) 1981—2010. | Клима Медељин (Olaya Herrera Airport) 1981—2010. | Клима Медељин (Olaya Herrera Airport) 1981—2010. | Клима Медељин (Olaya Herrera Airport) 1981—2010. | Клима Медељин (Olaya Herrera Airport) 1981—2010. | Клима Медељин (Olaya Herrera Airport) 1981—2010. | Клима Медељин (Olaya Herrera Airport) 1981—2010. | Клима Медељин (Olaya Herrera Airport) 1981—2010. | Клима Медељин (Olaya Herrera Airport) 1981—2010. | Клима Медељин (Olaya Herrera Airport) 1981—2010. | Клима Медељин (Olaya Herrera Airport) 1981—2010. |
| Показатељ \ Месец                                                  | .Јан.                                            | .Феб.                                            | .Мар.                                            | .Апр.                                            | .Мај.                                            | .Јун.                                            | .Јул.                                            | .Авг.                                            | .Сеп.                                            | .Окт.                                            | .Нов.                                            | .Дец.                                            | .Год.                                            |
| ------------------------------------------------------------------ | ------------------------------------------------ | ------------------------------------------------ | ------------------------------------------------ | ------------------------------------------------ | ------------------------------------------------ | ------------------------------------------------ | ------------------------------------------------ | ------------------------------------------------ | ------------------------------------------------ | ------------------------------------------------ | ------------------------------------------------ | ------------------------------------------------ | ------------------------------------------------ |
| Апсолутни максимум, °C (°F)                                        | 33,2 (91,8)                                      | 35,0 (95)                                        | 36,0 (96,8)                                      | 35,0 (95)                                        | 36,2 (97,2)                                      | 36,5 (97,7)                                      | 35,6 (96,1)                                      | 36,5 (97,7)                                      | 38,0 (100,4)                                     | 36,5 (97,7)                                      | 37,0 (98,6)                                      | 35,0 (95)                                        | 38,0 (100,4)                                     |
| Максимум, °C (°F)                                                  | 27,8 (82)                                        | 28,2 (82,8)                                      | 28,1 (82,6)                                      | 27,6 (81,7)                                      | 27,8 (82)                                        | 28,2 (82,8)                                      | 28,4 (83,1)                                      | 28,5 (83,3)                                      | 28,0 (82,4)                                      | 27,2 (81)                                        | 27,1 (80,8)                                      | 27,2 (81)                                        | 27,8 (82)                                        |
| Просек, °C (°F)                                                    | 22,4 (72,3)                                      | 22,7 (72,9)                                      | 22,7 (72,9)                                      | 22,4 (72,3)                                      | 22,6 (72,7)                                      | 22,9 (73,2)                                      | 23,1 (73,6)                                      | 23,1 (73,6)                                      | 22,4 (72,3)                                      | 21,8 (71,2)                                      | 21,8 (71,2)                                      | 21,9 (71,4)                                      | 22,5 (72,5)                                      |
| Минимум, °C (°F)                                                   | 17,2 (63)                                        | 17,5 (63,5)                                      | 17,7 (63,9)                                      | 17,8 (64)                                        | 17,8 (64)                                        | 17,4 (63,3)                                      | 17,1 (62,8)                                      | 17,2 (63)                                        | 17,0 (62,6)                                      | 17,0 (62,6)                                      | 17,3 (63,1)                                      | 17,2 (63)                                        | 17,4 (63,3)                                      |
| Апсолутни минимум, °C (°F)                                         | 9,5 (49,1)                                       | 8,0 (46,4)                                       | 9,0 (48,2)                                       | 9,5 (49,1)                                       | 10,0 (50)                                        | 10,0 (50)                                        | 8,9 (48)                                         | 10,0 (50)                                        | 9,6 (49,3)                                       | 9,0 (48,2)                                       | 9,0 (48,2)                                       | 8,2 (46,8)                                       | 8,0 (46,4)                                       |
| Количина кише, mm (in)                                             | 63,2 (2,488)                                     | 81,4 (3,205)                                     | 129,1 (5,083)                                    | 170,7 (6,72)                                     | 213,5 (8,406)                                    | 149,4 (5,882)                                    | 133,1 (5,24)                                     | 139,7 (5,5)                                      | 181,8 (7,157)                                    | 226,7 (8,925)                                    | 158,9 (6,256)                                    | 104,8 (4,126)                                    | 1.752,3 (68,988)                                 |
| Дани са кишом                                                      | 12                                               | 13                                               | 18                                               | 23                                               | 23                                               | 18                                               | 17                                               | 19                                               | 22                                               | 25                                               | 21                                               | 16                                               | 227                                              |
| Релативна влажност, %                                              | 66                                               | 65                                               | 67                                               | 70                                               | 70                                               | 66                                               | 63                                               | 65                                               | 67                                               | 71                                               | 72                                               | 70                                               | 67                                               |
| Сунчани сати — месечни просек                                      | 170,5                                            | 152,6                                            | 148,8                                            | 123,0                                            | 139,5                                            | 165,0                                            | 198,4                                            | 186,0                                            | 147,0                                            | 133,3                                            | 135,0                                            | 151,9                                            | 1.851                                            |
| Сунчани сати — дневни просек                                       | 5,5                                              | 5,4                                              | 4,8                                              | 4,1                                              | 4,5                                              | 5,5                                              | 6,4                                              | 6,0                                              | 4,9                                              | 4,3                                              | 4,5                                              | 4,9                                              | 5,1                                              |
| Извор: Instituto de Hidrologia Meteorologia y Estudios Ambientales |                                                  |                                                  |                                                  |                                                  |                                                  |                                                  |                                                  |                                                  |                                                  |                                                  |                                                  |                                                  |                                                  |

## Становништво
| 1938.   | 1951.   | 1964.   | 1973.     | 1985.     | 1993.     | 2005.     | 2012.     |
| ------- | ------- | ------- | --------- | --------- | --------- | --------- | --------- |
| 168.266 | 358.189 | 772.887 | 1.077.252 | 1.468.089 | 1.630.009 | 2.223.078 | 2.393.011 |

## Међународне везе

### Партнерски градови
| - Богота, Колумбија - Кали, Колумбија - Пасто, Колумбија - Буенос Ајрес, Аргентина - Росарио, Аргентина - Гоулд Коуст, Аустралија - Сао Пауло, Бразил - Манаус, Бразил - Варна, Бугарска | - Удине, Италија - Тихуана, Мексико - Дубаи, УАЕ - Форт Лодердејл, САД - Њујорк, САД - Чикаго, САД - Мајами, САД - Такуарембо, Уругвај |

### Други облици партнерстава
| - Барселона, Шпанија - Билбао, Шпанија | - Ресифе, Бразил |